# Индокитайские войны
Индокитайские войны — используемое в западной военно-исторической литературе название вооружённых конфликтов, происходивших в Индокитае (Юго-Восточной Азии) с 1946 по 1991 год. Само название употребляется довольно часто, однако хронологические и географические рамки этих войн чётко не установлены, что позволяет каждому автору интерпретировать их по-своему. Считается, что всего было 3 фазы крупномасштабных боевых действий, включая гражданские войны и партизанскую деятельность.

## Первая Индокитайская война
Хронологические рамки и содержание Первой Индокитайской войны определяются наиболее чётко. Эта война велась Францией за сохранение своих индокитайских колоний. Она началась в 1946 (начало полномасштабной войны во Вьетнаме) году. Завершилась в 1954 году подписанием Женевских соглашений. Основные события войны происходили на территории Вьетнама. Также боевые действия велись на территории Камбоджи и Лаоса, однако здесь они не оказали значительного влияния на ход войны. Во всех случаях Франция при поддержке местных союзников (а с 1950 года и при поддержке США) вела борьбу против местных коммунистических повстанцев, сражавшихся за независимость своих стран при активном содействии Китая и Советского Союза, являвшегося их «патроном».

## Вторая Индокитайская война
Вторая Индокитайская война имеет запутанную структуру. Иногда её сводят исключительно к боевым действиям в Северном и Южном Вьетнаме, что является упрощением.
Война завершилась в 1975 году (окончание боевых действий в Южном Вьетнаме и Камбодже). Сущностью войны была борьба местных правительств Южного Вьетнама, Лаоса и Камбоджи, поддерживаемых Северным Вьетнамом. Таким образом, название объединяет три различные войны — Вьетнамскую войну, гражданскую войну в Лаосе и гражданскую войну в Камбодже. Две последние имели свои внутренние причины, однако постепенно они оказались в той или иной степени связаны с боевыми действиями во Вьетнаме. Это было обусловлено действиями основных противников в этом конфликте. Руководство США исходило из так называемой «доктрины домино», согласно которой победа коммунистов в одном из государств региона неизбежно вела к их победе в других странах. Северный Вьетнам использовал территорию Лаоса и Камбоджи для переброски своих войск на юг, а также непосредственно участвовал в местных гражданских войнах.

## Третья Индокитайская война
Американский военный историк Филипп Дэвидсон считал, что Вторая Индокитайская война завершилась в 1973 году подписанием Парижского соглашения о прекращении огня. Третья война, согласно ему, началась вследствие нарушения Северным Вьетнамом этого соглашения и завершилась в 1975 году.
Однако наиболее заслуженно Третьей Индокитайской войной называется историческое вооружённое противостояние между собой в Индокитае, в конце XX века, расколовшихся на два блока так называемых «коммунистических стран». Соответственно, сюда могут включаться Кампучийско-вьетнамская война (1975—1989), Китайско-вьетнамская война (1979) и Китайско-вьетнамские вооружённые столкновения (1979—1990).